# Video and Computer Gaming Illustrated
Video and Computer Gaming Illustrated était un magazine de jeux vidéo publié aux États-Unis d'août 1982 à mars 1984. Nommé à l'origine Videogaming Illustrated, il change deux fois de nom, à partir de juin 1983 pour celui de Videogaming and Computer Gaming Illustrated, puis en janvier 1984 pour celui de Video and Computer Gaming Illustrated. L'arrêt de sa parution est provoqué par le krach du jeu vidéo de 1983 en Amérique du Nord,.

## Logo précédents

Logo de Videogaming Illustrated
Logo de Videogaming and Computer Gaming Illustrated